# Made Niggaz
«Made Niggaz» es un sencillo de 2Pac de la banda sonora de la película Gang Related. Cuenta con la colaboración del grupo Outlawz y está producido por 2Pac y Johnny "J". La canción alcanzó el puesto 75 en la Billboard Hot 100 y el número 1 en la U.S. Rap.

## Videos musicales
Existen tres videos musicales distintos del sencillo. La canción también aparece en la banda sonora de la película Supercop. 2Pac aparece en cada uno de los videos.
- La versión oficial del video contiene escenas del filme Gang Related y a 2Pac y a los Outlawz delante de una cámara de 360°.

- La segunda versión es una explícita con 2Pac y los Outlawz vestidos de policías y disparando a Biggie y a Puff Daddy, matando a otros afiliados de Biggie pero manteniendo a los dos primeros con vida. La mitad del video fue oficialmente lanzado en Death Row Uncut DVD.

- El tercero es un video pirata y solamente utiliza las escenas de la cámara de 360°.